# Altkatholische Kirche in Polen
| Altkatholische Kirche in Polen | Altkatholische Kirche in Polen            |
| ------------------------------ | ----------------------------------------- |
|                                |                                           |
| Basisdaten                     |                                           |
| Fläche:                        | 312.685 km²                               |
| Leitung:                       | Leitender Bischof, Synode und Priesterrat |
| Leitender Bischof:             | Waldemar May                              |
| Generalvikar:                  | vacat                                     |
| Priester:                      | 1                                         |
| Pfarreien:                     | 1                                         |
| Mitglieder:                    | 10                                        |
| Kathedralkirche:               | Keine                                     |

Die Altkatholische Kirche in der Republik Polen (polnisch Kościół Starokatolicki w Rzeczypospolitej Polskiej) ist eine selbstständige katholische Kirche in Polen.

## Geschichte
Es war das Anliegen von Bischof Franciszek Hodur, dem Leitender Bischof der Polish National Catholic Church (PNCC) in den USA, eine von Rom unabhängige Kirche im polnischen Heimatland zu gründen. Zum Bischof dieser Kirche wurde 1928 in Warschau Władysław Marcin Faron gewählt, der 1930 in Scranton durch Franciszek Hodur die Bischofsweihe empfing. Nachdem es 1932 innerhalb dieser Kirche zum Bruch gekommen war, wurde am 13. April 1947 in Lódź Zygmunt Szypold von den Bischöfen Jakub R.M. Próchniewski, Bartłomiej Przysiecki, Wladysław M. Faron und Thomas Czernohorski-Fehrervary aus Budapest geweiht. Kurz zuvor, am 26. Dezember 1946, hatte Bischof Faron noch um die Aufnahme in die Utrechter Union der Altkatholischen Kirchen ersucht. Sein Klerus bestand zu jener Zeit nach eigenen Angaben aus neun Priestern und zwei Diakonen. Faron kehrte später in die römisch-katholische Kirche zurück, sein weiteres Schicksal ist unbekannt.
Bischof Szypold führte die Kirche von 1948 bis 1964 und starb am 19. Februar 1964 in Breslau. Nach seinem Tode hat entzog die kommunistische Regierung der Altkatholische Kirche die staatliche Anerkennung und zog den Kirchenbesitz ein und übereignete ihn der Polnisch-Katholischen Kirche, die sich als legitime Nachfolgerin der von Hodur begründeten Kirche sieht. Ungeachtet der Bedrohung der Verfolgung durch die Staatssicherheit arbeiteten die Geistlichen im Untergrund weiter und betreuten die verstreuten Gläubigen. Wegen der politischen Situation war die Wahl eines neuen Bischofs unmöglich. Daher wurde die Kirche in dieser schwierigen Zeit vom Mariavitenbischof Maria Paulus Norbert Maas aus Zittau betreut.
Nach dem Ende der kommunistischen Herrschaft entschlossen sich die altkatholischen Gläubigen und die noch lebenden Geistlichen dazu, ihre Kirche kanonisch wiederzustellen. Im Jahr 1993 fand hierzu in Jelenia Góra/Hirschberg eine Synode statt, welche die Repräsentanten der polnischen Altkatholiken wählte und das neue Oberhaupt, Pfarrer Wojciech Zdzisław Kolm aus Warschau. Er erhielt seine Bischofsweihe im Jahre 1999 vom Vagantenbischof Maria Udo Norbert Szuwart aus Köln. Von 2006 bis 2016 war Marek Kordzik Leitender Bischof der Altkatholischen Kirche in der Republik Polen.
1976 trennten sich einige Gemeinden von der PNCC, darunter auch Gemeinden im Ausland. Sie unterstellten sich im Jahr 2016 Bischof Marek Kordzik. Um diese Erweiterung seiner Jurisdiktion auszudrücken, bezeichnete sich Bischof Marek seither als „Erzbischof“. Nach dem Tod von Erzbischof Marek Kordzik im Dezember 2016 wählte die Synode am 22. Februar 2017 den Priester Artur Robert Wieciński, einen theologischen Autodidakten, zum Leitenden Bischof der Glaubensgemeinschaft mit dem Titel Erzbischof. Der emeritierte Bischof Wojciech Zdzisław Kolm erteilte ihm am 22. Juli 2017 die Bischofsweihe. Artur Robert Wieciński war zum Zeitpunkt seiner Bischofsweihe mit 26 Jahren der jüngste amtierende Bischof aller christlichen Glaubensgemeinschaften.
Seit 2017 kam es zu mehrfachen Spaltungen der ohnehin kleinen Altkatholischen Kirche in Polen und zu Ablösungen an ihrer Spitze.
Die Altkatholische Kirche in Polen unterhält keine Verbindung zu den Altkatholiken aus der Utrechter Union.

## Leitender Bischof

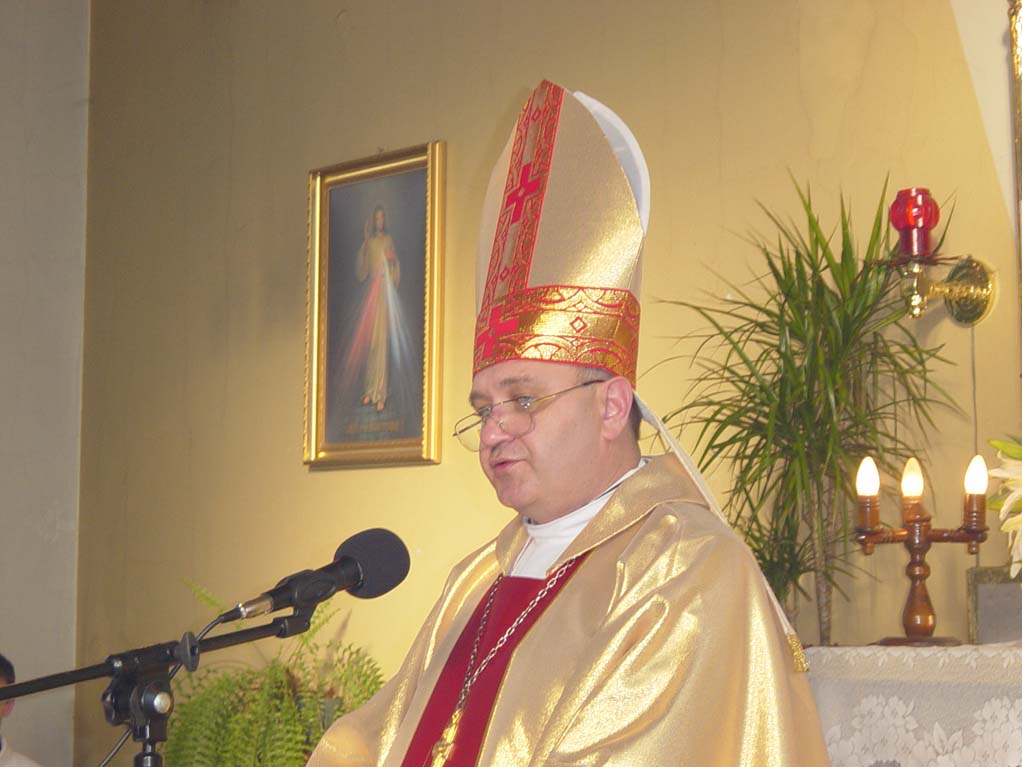
Leitender Bischof Marek Kordzik

Im Unterschied zur Polnisch-Katholischen Kirche gibt es in der Altkatholischen Kirche Polens einen Leitenden Bischof. Leitende Bischöfe waren:
- Erzbischof Władysław Marcin Faron (1932–1948)
- Erzbischof Zygmunt Szypold (1948–1965)
- Erzbischof Piotr Bogdan Filipowicz (1965–1993)
- Bischof Wojciech Zdzisław Kolm (1993–2006)
- Bischof Marek Kordzik (2006–2016), seit 2016 mit dem Titel Erzbischof, verstorben
- Erzbischof Artur Wiecinski
- Erzbischof Willian Da Silva
- Bischof Waldemar Maj

## Kirchengemeinden

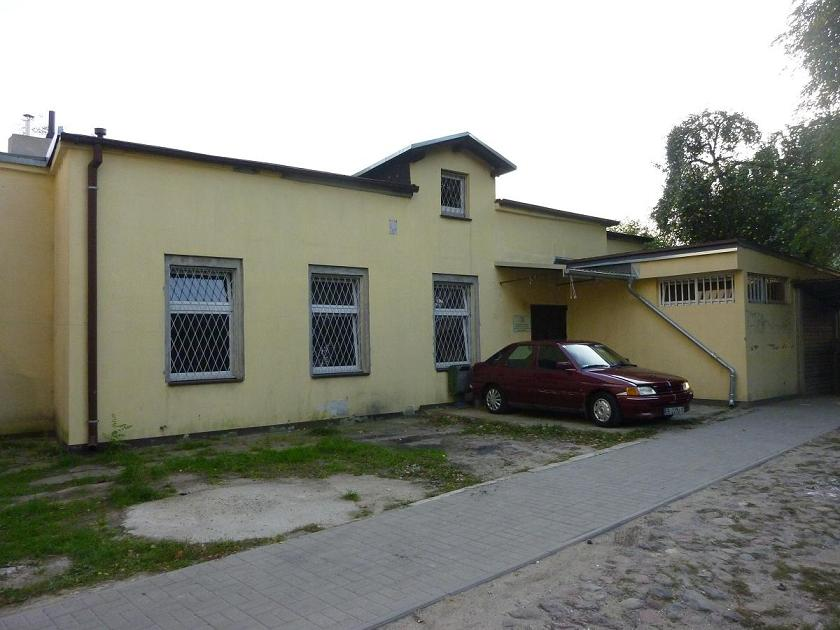
Die Kreuzerhöhungs-Kathedrale in Łódź (Bischofskirche)

- Altkatholische Kirchengemeinde Warschau